# Jim Brickman
Pour les articles homonymes, voir Brickman.
Jim Brickman (né le 20 novembre 1961 est un auteur-compositeur-interprète et pianiste américain. Il est connu pour ses compositions au piano et ses collaborations avec les artistes tels que Michael W. Smith, Martina McBride, Donny Osmond, Olivia Newton-John et Lady Antebellum entre autres. Il fut nommé aux Grammy awards en 2003 dans la catégorie « Meilleur compositeur de l'année », aux Canadian Country Music Award en tant que «  Meilleure collaboration chanteur/musicien », et un Dove Award. Son album Faith a été nommé aux Grammy Award 2010 dans la catégorie « Meilleur album New Age ».

## Discographie

### Albums
| Année                                                          | Album                             | Positions | Positions   | RIAA |
| Année                                                          | Album                             | US        | CAN Country | RIAA |
| -------------------------------------------------------------- | --------------------------------- | --------- | ----------- | ---- |
| 1994                                                           | No Words                          | —         | —           | —    |
| 1995                                                           | By Heart                          | 187       | —           | Or   |
| 1997                                                           | Picture This                      | 30        | —           | Or   |
| 1997                                                           | The Gift                          | 48        | 19          | Or   |
| 1998                                                           | Visions of Love                   | 170       | —           | —    |
| 1999                                                           | Destiny                           | 42        | —           | Or   |
| 2000                                                           | My Romance                        | 75        | —           | —    |
| 2001                                                           | Simple Things                     | 54        | —           | —    |
| 2002                                                           | Love Songs and Lullabies          | 73        | —           | —    |
| 2003                                                           | Peace                             | 87        | —           | —    |
| 2004                                                           | Greatest Hits                     | 134       | —           | —    |
| 2005                                                           | Grace                             | 88        | —           | —    |
| 2005                                                           | The Disney Songbook               | 142       | —           | —    |
| 2006                                                           | Escape                            | 105       | —           | —    |
| 2006                                                           | Christmas Romance                 | —         | —           | —    |
| 2007                                                           | Homecoming                        | 96        | —           | —    |
| 2007                                                           | Hope                              | —         | —           | —    |
| 2008                                                           | Valentine                         | —         | —           | —    |
| 2008                                                           | Unspoken                          | —         | —           | —    |
| 2008                                                           | Ultimate Love Songs               | —         | —           | —    |
| 2008                                                           | The Hymns and Carols of Christmas | —         | —           | —    |
| 2008                                                           | Faith                             | —         | —           | —    |
| 2009                                                           | Beautiful World                   | 89        | —           | —    |
| 2009                                                           | Joy                               | 185       | —           | —    |
| "—" signifie qu'il ne s'est pas classé ou n'a pas été certifié |                                   |           |             |      |

### Singles
| Année                                         | Single                                                          | Meilleur position | Meilleur position | Meilleur position | Meilleur position | Meilleur position | Album                                     |
| Année                                         | Single                                                          | É-U AC            | É-U Country       | CAN AC            | CAN Country       | CAN               | Album                                     |
| --------------------------------------------- | --------------------------------------------------------------- | ----------------- | ----------------- | ----------------- | ----------------- | ----------------- | ----------------------------------------- |
| 1996                                          | "By Heart"                                                      | 16                | —                 | —                 | —                 | —                 | By Heart: Piano Solos                     |
| 1996                                          | "Hero's Dream"                                                  | 24                | —                 | —                 | —                 | —                 | Picture This                              |
| 1997                                          | "Valentine" (avec Martina McBride)                              | 3                 | 68                | 16                | —                 | —                 | Picture This                              |
| 1997                                          | "Picture This"                                                  | 23                | —                 | —                 | —                 | —                 | Picture This                              |
| 1997                                          | "Your Love" (avec Michelle Wright)                              | —                 | —                 | 16                | 15                | 42                | Visions of Love                           |
| 1997                                          | "The Gift" (avec Collin Raye et Susan Ashton)                   | 3                 | 51                | —                 | 52                | —                 | The Gift / Visions of Love                |
| 1998                                          | "After All These Years" (avec Anne Cochran)                     | 8                 | —                 | 18                | —                 | —                 | Visions of Love                           |
| 1998                                          | "Valentine" (avec Martina McBride; réédition)                   | —                 | 9                 | —                 | 14                | —                 | Evolution (album de Martina McBride)      |
| 1999                                          | "Love of My Life" (avec Michael W. Smith)                       | 9                 | —                 | —                 | —                 | —                 | Destiny                                   |
| 1999                                          | "Destiny" (avec Jordan Hill et Billy Porter)                    | 10                | —                 | 10                | —                 | —                 | Destiny                                   |
| 1999                                          | "Your Love" (avec Michelle Wright; réédition)                   | 19                | 74                | —                 | —                 | —                 | Visions of Love                           |
| 2000                                          | "The Love I Found in You" (avec Dave Koz)                       | 15                | —                 | 84                | —                 | —                 | My Romance: An Evening with Jim Brickman  |
| 2001                                          | "Simple Things" (avec Rebecca Lynn Howard)                      | 1                 | —                 | —                 | —                 | —                 | Simple Things                             |
| 2002                                          | "A Mother's Day"                                                | 18                | —                 | —                 | —                 | —                 | Simple Things                             |
| 2002                                          | "You" (avec Jane Krakowski)                                     | 4                 | —                 | —                 | —                 | —                 | Love Songs and Lullabies                  |
| 2003                                          | "Peace (Where the Heart Is)" (avec Collin Raye et Susan Ashton) | 15                | —                 | —                 | —                 | —                 | Peace                                     |
| 2003                                          | "Sending You a Little Christmas" (avec Kristy Starling)         | 1                 | —                 | —                 | —                 | —                 | Peace                                     |
| 2004                                          | "Til I See You Again" (avec Mark Schultz)                       | 21                | —                 | —                 | —                 | —                 | Greatest Hits                             |
| 2004                                          | "My Love Is Here" (avec Roch Voisine)                           | 21                | —                 | 9                 | —                 | —                 | Greatest Hits                             |
| 2005                                          | "I'm Amazed" (avec Lila McCann)                                 | —                 | 59                | —                 | —                 | —                 | The Disney Songbook                       |
| 2005                                          | "You" (avec Tara MacLean)                                       | 32                | —                 | —                 | —                 | —                 | Love Songs and Lullabies                  |
| 2005                                          | "Hear Me (Water into Wine)" (avec Michael Bolton)               | 20                | —                 | —                 | —                 | —                 | Grace                                     |
| 2005                                          | "Beautiful" (avec Wayne Brady)                                  | 2                 | —                 | —                 | —                 | —                 | The Disney Songbook                       |
| 2006                                          | "Hideaway" (avec Geoff Byrd)                                    | 3                 | —                 | —                 | —                 | —                 | Escape                                    |
| 2006                                          | "Escape" (avec Marc Antoine)                                    | —                 | —                 | —                 | —                 | —                 | Escape                                    |
| 2007                                          | "Never Alone" (avec Lady Antebellum)                            | 14                | —                 | —                 | —                 | —                 | Escape                                    |
| 2007                                          | "Coming Home for Christmas" (avec Richie McDonald)              | 4                 | —                 | —                 | —                 | —                 | Homecoming                                |
| 2009                                          | "Never Far Away" (avec Rush of Fools)                           | 11                | —                 | —                 | —                 | —                 | Wonder of the World (Rush of Fools album) |
| 2009                                          | "Beautiful World (We're All Here)" (avec Adam Crossley)         | 4                 | —                 | 7                 | —                 | 95                | Beautiful World                           |
| "—" signifie que le titre ne s'est pas classé |                                                                 |                   |                   |                   |                   |                   |                                           |